# Anatoli Kucerena
Anatoli Kucerena (în rusă Анатолий Кучерена; n. 23 august 1960, Hîrjauca, RSS Moldovenească, URSS) este un avocat rus, doctor în drept, profesor, președinte al Consiliului public din cadrul Ministerului Afacerilor Interne al Federației Ruse. Este „Avocat onorat” al Federației Ruse.

## Biografie
S-a născut în satul Mîndra, raionul Călărași, RSS Moldovenească (actualmente în același raion, R. Moldova), într-o familie numeroasă de agronomi ucraineni. În anii 1979-1981 a slujit în armata sovietică (trupe de rachete). 
Din 1981 până în 1983 a lucrat la Direcția principală pentru afaceri interne din Moscova. În 1983-1985 a studiat la Școala Superioară de Poliție din Moscova a Ministerului Afacerilor Interne al URSS, dar a fost expulzat. Din 1987 până în 1988 a lucrat ca consultant pentru departamentul juridic al bazei de fructe și legume din raionul Brejnev din Moscova.
În 1989, a lucrat ca consilier juridic pentru departamentul „Mosavtolegtrans”, din 1989 până în 1990, a activat în calitate de consilier juridic principal al organizației internaționale interguvernamentale „Forum”. În 1991 a absolvit Institutul de Drept al Corespondenței sovietice. În anii 1991-1993 a fost Șef al Departamentului juridic al SA „Izlucina”.
Din 1993 este membru al Asociației Baroului de avocați din Moscova. Din 1993 până în 1995 a fost angajat al Primului Consiliu Juridic din Moscova. În 1995, Kucerena a organizat și a condus unul dintre primele birouri („Argument”) de avocatură din cadrul Curții de Arbitraj de Stat din Moscova.
În 1999 și-a susținut teza de doctorat pe tema „Justiția administrativă în mecanismul de protecție a drepturilor și libertăților omului și a drepturilor civile în Federația Rusă”. Din 2003 este doctor în drept, susținut pe tema „Rolul profesiei de avocat în formarea societății civile din Rusia”.
A fost membru al Camerei Publice a Federației Ruse din 2005 până în 2017. În 2006, a devenit președinte al comisiei Camerei Publice pentru monitorizarea activităților agențiilor de aplicare a legii, a agențiilor de securitate și reformarea sistemului judiciar. Este membru al Consiliului central al Asociației Avocaților din Rusia, de asemenea, președinte al fundației non-profit „Institutul pentru Democrație și Cooperare”.
În 2012, a intrat pe lista confidenților candidatului la președinție al Rusiei, Vladimir Putin.
Din 4 decembrie 2013, el este președintele Consiliului public din cadrul Ministerului Afacerilor Interne al Federației Ruse, înlocuindu-l pe Ilia Reznik în această funcție.

## Cazuri cunoscute
În diferite perioade, Kucerena a reprezentat interesele:
- omul de afaceri Serghei Lisovski (cazul asasinării lui Vladislav Listiev în 1995, cazul unei „cutii de la un copiator”, despre finanțarea campaniei electorale a lui Boris Elțîn în 1996);[4]
- fostul ministru rus al justiției Valentin Kovaliov (cazul „scandalului băii”, publicarea în mass-media a fotografiilor care înfățișează, se presupune, întâlniri ale ministrului cu femei într-o saună);
- regizorul de film și personajul public Nikita Mihalkov;
- cântărețul Iosif Kobzon;
- Iuri Liubimov, director artistic al Teatrului Taganka;
- actorul Iurii Iakovlev;
- fostul ofițer al CIA, Edward Snowden;[5]
- omul de afaceri Suleiman Kerimov, care a devenit inculpat în Belarus în „cazul Uralkali”;[6]
- Cântărețul rus Grigori Leps, inclusă în SUA pe „listele negre” sub suspiciunea de implicare în sindicatul „Brothers Circle”.[7]